# Edith Jansson
Edith Jansson, född 23 mars 1915, död 23 januari 1992, var en svensk caféägare som under åren runt 1960 blev rikskänd för sitt engagemang för Stockholms raggare. Hon har även medverkat som skådespelare i ett par filmer.
Efter att hon bedrivit caféverksamhet på några andra platser i Stockholmsområdet blev hennes café Hollandia i Näsby Park i Täby norr om Stockholm under 1961 och 1962 en samlingsplats för dåtidens motorburna ungdom. Hennes engagemang och ställningstagande för den omstridda raggarkulturen blev mycket uppmärksammat. Efter klagomål om ordningsproblem, som slutade med rättsprocesser i både tingsrätt och hovrätt, stängde caféet i Näsby Park och Edith Jansson flyttade sin verksamhet till Stuvsta.
Revyförfattaren Erik Zetterström (Kar de Mumma) lät henne och hennes raggarfik figurera i Kar de Mumma-revyn 1962. Där porträtterades hon av Hjördis Pettersson.
Edith Jansson medverkade år 1962 som sig själv i regissören Ragnar Frisks film Raggargänget. Hon var även med i filmen Jag heter Stelios från 1972.
År 1963 gav hon ut boken Ung jakt

## Filmografi
- Raggargänget, 1962
- Jag heter Stelios, 1972